# DaBaby
Džonatan Lindejl Kirk (22. decembar 1991), poznatiji kao DaBaby (ranije poznat kao Baby Jesus), je američki reper i tekstopisac iz Šarlota u Severnoj Karolini. Najviše je poznat po svojim singlovima "Suge" i "Bop" koje su postigle 7. i 11. mesto na Bilbord Hot 100 listi.
Uz uspeh pesme "Suge" njegov debitantski album "Baby on Baby", koji je izbacio 1. marta 2019. godine, našao se na 7. mestu na Bilbord 200 listi. DaBaby je izbacio svoj drugi album "Kirk" nekoliko meseci kasnije na 27. septembar 2019. godine. Album je debitovao na 1. mestu Bilbord 200 liste.

## Detinjstvo i mladost
Džonatan Lindejl Kirk se rodio 22. decembra 1991. godine u Klivlendu U Ohaju. On se ipak preselio u Šarlot u Severnoj Karolini 1999. godine gde je proveo većinu svog života. Pohađao je srednju školu u Šarlotu koju je završio 2010. godine.

## Karijera

### Početak
U 2015. godini, DaBaby, koji je u to vreme bio poznatiji kao Baby Jesus, svoju muzičku karijeru je započeo izbacivanjem nekoliko kolekcija pesama kao sto su "Nonfiction", "Billion dollar baby".

### Prvi album
Na 1. mart 2019. godine DaBaby je izdao svoj prvi debitantski album "Baby on Baby" preko izdavačke kuće Interscope Records. Projekat je imao 13 pesama. Na albumu je imao brojne repere poput Ofseta, Rič Da Kida, Rič Houmi Kvana i Stana For Vegasa. Album je debitovao na 25. mestu na Bilbord 200 listi, a njegova pesma "Suge" je debitovala na 87. mestu na Bilbord Hot 100 lisit. DaBaby je bio izabran za jednog od deset repera na naslovnoj strani XXL magazina u 2019.
DaBaby se tadođe našao na hit pesmama drugih umetnika kao sto su "Cash Shit" od Megan Di Stalion i "Baby" od Kvaliti Kontrola koja je dostigla 40. mesto na Bilbord Hot 100 lisit. Kirk se 5. Jula 2019. godine našao na albumu "Revenge of the Dreamers" na uvodnoj pesmi "Under the Sun" gde su brojne publikacije rangirale njegovo ivođenje kao njegovu najbolju strofu 2019.

### Drugi album
U avgustu 2019. godine on je najavio da će se njegov drugi album zvati "Kirk". Album je bio izbačen 27. septembra 2019. godine i debitovao je na vrhu Bilbord 200 liste. Jedini singl sa albuma "Intro" je debitovao na 13. mestu na Bilbord Hot 100 listi. Kirk se našao i na Poust Malonovoj pesmi "Enemies" i na Lil Naz Eksovoj pesmi "Panini" koja je izbačena 13. septembra 2019.
BaDaby je završio 2019. godinu sa najviše pesama (22) na Bilbord Hot 100 listi.

## Problemi sa zakonom
Kirk je bio uključen u incident u Hantersvilu u Severnoj Karolini gde je jedan mladić bio upucan. Kirk je potvrdio da je učestvovao u pucnjavi i da je delovao iz samoodbrane. Ipak, optužba je bila odbačena u martu 2019. godine. Kirk se izjasnio kao kriv jer je nosio skriveno oružije.
U januaru 2020. godine bio je zadržan i ispitivan u Majamiju jer je bio povezan sa pljačkom. Kasnije je bio uhapšen zbog naloga iz Teksasa. Nalog je izdat zbog fizičkog napada. Prema TMZ-u  članovi ekipe DaBaby-ja su napali i opljačkali muzičkog promotera koji je Kirku isplatio samo 20,000$ od predviđenih 30,000$ za nastup u Majamiju. DaBaby je bio optužen za fizički napad i pušten iz yatvora nakon pritvora od 48 sati.

## Diskografija
- Baby on Baby (2019)[24]

- Kirk (2019)[13]

| Ime albuma     | Datum izdavanja    | Vodeći singl |
| -------------- | ------------------ | ------------ |
| "Baby on Baby" | 1.mart 2019.       | "Suge"       |
| "Kirk"         | 27.septembar 2019. | "Intro"      |

## Turneje
- Baby on Baby Tour (2019)[25]
- Kirk Tour (2019)[26]